# Jean Combette
Pour les articles homonymes, voir Combette.
Jean Combette est un général de l'armée française né à Beaune le 17 novembre 1925 et mort à Suresnes (Hauts-de-Seine) le 11 octobre 2015.

## Biographie
En 1944, il s'engage dans les FFI puis dans la 1re armée du général Jean de Lattre de Tassigny. Affecté à l'École spéciale militaire de Saint-Cyr (promotion Nouveau Bahut 1945-1946), il est nommé sous-lieutenant en décembre 1945. Il est affecté à l'École de cavalerie de Saumur (1946-1947). Il participe ensuite aux guerres de décolonisation : cinq en Indochine et cinq ans en Algérie.
De 1968 à 1970, il devient chef de corps du 1er régiment de hussards parachutistes stationné à Tarbes (Hautes-Pyrénées). En février 1975, il est appelé par le général Marcel Bigeard, nommé Secrétaire d'État à la défense par Valéry Giscard d'Estaing, pour devenir son Chef de cabinet, fonction qu'il quittera un an plus tard lorsqu'il fut nommé général de brigade. Il commande ensuite la 3e division blindée stationnée à Fribourg-en-Brisgau (Allemagne de l'Ouest).
Élevé au rang et appellation de général de corps d'armée en 1983 il devient contrôleur général des armées.
De 1988 à 1994 il est président de la Mutuelle nationale militaire et membre du Conseil supérieur de la mutualité de 1992 à 1997. De 1999 à 2009, il devient président de l'association « La Flamme sous l’Arc de Triomphe ». Il est désigné au mois de juin 2010, membre d'honneur de l'Association nationale des croix de guerre et de la valeur militaire et en 2011 Président d’honneur du Comité de France.

## Président du Comité la Flamme (1999-2009)
Durant sa présidence, le général de corps d'armée Jean Combette fait le constat des effectifs toujours plus réduits d'anciens combattants issus des deux conflits mondiaux et des guerres de l'Indochine et d'Algérie. Il souhaite par conséquent ouvrir le ravivage de la flamme à la société civile qui devient alors la « Flamme de la Nation ». Les efforts sont particulièrement portés sur les jeunes, collégiens, lycéens, qui dès lors, viendront en délégation raviver la flamme au côté de leurs professeurs. Il s'agit pour ces jeunes d'un geste « d'hommage et d'espérance », selon les mots du général Combette. Celui-ci prend soin, entouré des commissaires de la Flamme, d'expliquer à ces écoliers qu'il leur appartient désormais « de relever tous les défis de [leur] époque et de [s'] associer aux forces vives de la Nation pour construire [leur] avenir ». Le président Nicolas Sarkozy remerciera dans une lettre officielle le général Combette du travail accompli.

## Distinctions
- Grand-croix de la Légion d'honneur en 2004[9]
- Grand-croix de l'ordre national du Mérite en 1994[10]
- Croix de guerre 1939-1945 (1 citation)
- Croix de guerre des Théâtres d'opérations extérieurs (4 citations)
- Croix de la Valeur militaire (5 citations)
- Croix du combattant volontaire[11]
- Croix du combattant
- Croix de commandeur de l'ordre du Mérite de la République fédérale d'Allemagne

Le général Combette totalise 10 citations dont 5 palmes.